# Agnieszka Kotlarska
Agnieszka Kotlarska (Wrocław, 15 de agosto de 1972 – Wrocław, 27 de agosto de 1996) foi uma modelo polonesa que venceu o concurso de Miss Internacional 1991.
Ela foi a primeira de seu país a vencer este concurso.
Foi assassinada por um stalker em 1996.

## Biografia
Agnieszka nasceu em Wroclaw e após os concursos de beleza viveu nos EU onde trabalhou como modelo para marcas famosas como Ralph Lauren e Calvin Klein. Foi casada e teve uma filha.
Foi morta por um stalker ("perseguidor" em tradução do português - leia: "O que são stalkers?") em 1996.

## Concursos de beleza
Agnieszka venceu o Miss Polski 1991 e  em 13 de outubro do mesmo ano, no Japão, derrotando outras 50 concorrentes, foi coroada Miss Internacional 1991.

## Vida pós-concursos
Depois de coroar sua sucessora, Agnieszka se casou e foi viver nos EU para trabalhar como modelo. Ela trabalhou com marcas como Ralph Lauren e Calvin Klein usando o nome "Aga" e apareceu na Vogue, na Cosmopolitan e na Playboy.
Após viver três anos nos EUA, ela voltou para a Polônia com o marido e a filha para viver uma 'vida familiar" em Maślice, no distrito de Wrocław.

### Morte
Foi morta por um stalker, Jerzy L., que a perseguiu por mais de cinco anos. Ele a viu pela primeira vez em 1990, quando ela trabalhava como modelo. Ele tentou namorá-la, mas ela recusou e então ele a pressionou, conseguindo seu endereço e número de telefone.
Em 1992 ela se mudou para os EU, mas voltou para a Polônia três anos depois. Em seu país-natal ela começou a aparecer em campanhas publicitárias, inclusive na TV. Jerzy então conseguiu novamente seu endereço e número de telefone, voltando a insistir para que se encontrassem. Ele também ficava rondando sua casa.
Em 27 de agosto de 1996, Jerzy seguiu Agnieszka e a família quando eles entravam no carro. O marido então entrou em luta com ele, mas Jerzy o esfaqueou. Agnieszka então saiu do carro para defender o marido e levou mais de cinco facadas, morrendo no hospital.
No depoimento à polícia, Jerzy alegou que matou Agnieszka por ciúmes, por ela ter se casado com outro homem.
Um mês antes, ela havia escapado de um acidente de avião ao decidir no último minuto não pegar o voo TWA Flight 900, que caiu perto de Nova Iorque.